# Атинч Нукан
Атинч Нукан (тур. Atınç Nukan, нар. 20 липня 1993, Фатіх, Стамбул) — турецький футболіст, захисник клубу «Гезтепе». 
Відомий також за виступами в іншому турецькому клубі «Дарданелспор», а також німецькому клубі «РБ Лейпциг». Футболіст також виступав за юнацькі збірні Туреччини різного віку, у 2015 році дебютував за національну збірну Туреччини.

## Клубна кар'єра
Народився 20 липня 1993 року в Фатіху, одному із районів Стамбула, і є вихованцем футбольної школи клубу «Бешікташ». Дорослу футбольну кар'єру розпочав 2010 року в основній команді того ж клубу, дебютував у основі команди 7 травня 2010 року в матчі з Манісаспором, проте надалі в основу команди не потраплав, і за три сезони взяв участь лише у 3 матчах чемпіонату. У зв'язку із цим керівництво стамбульського клубу вирішило віддати футболіста в оренду до іншого турецького клубу — «Дарданелспора», у якому Нукан грав протягом сезону 2013—2014 років. До «Бешікташу» футболіст повернувся 2014 року, проте і надалі не мав постійного місця в основному складі, та зіграв за сезон лише 9 матчів у чемпіонаті Туреччини. У липні 2015 року Атинч Нукан підписав 5-річний контракт із клубом другої німецької бундесліги «РБ Лейпциг». За сезон футболіст відіграв за німецький клуб 12 матчів, і допоміг клубу зайняти друге місце в чемпіонаті, та повернутися до Бундесліги. Із початку сезону 2016—2017 років футболіст грає в оренді за свій колишній клуб — «Бешікташ». З 2019 року Атинч Нукан грає на батьківщині в клубі «Гезтепе».

## Виступи за збірні
2009 року дебютував у складі юнацької збірної Туреччини, грав за юнацькі збірні віком 16, 18 та 19 років. На юнацькому рівні Атинч Нукан взяв участь у 14 іграх, відзначившись одним забитим голом. 13 листопада 2015 року футболіст уперше зіграв за національну збірну у переможному товариському матчі зі збірною Катару, який закінчився з рахунком 2-1.

## Особисте життя
Батько Атинча Нукана також був футболістом, а його брат Мерт є баскетболістом.